# Rafael del Riego
Rafael del Riego y Flórez, född 9 april 1784 i Santa María de Tuñas, Asturien, död (genom hängning) 7 november 1823 i Madrid, var en spansk militär och liberal politiker.

## Biografi
Rafael del Riego deltog i sina landsmäns frihetskrig emot Napoleon I och var 1819 överstelöjtnant vid ett av de i Cádiz då samlade regementena. Svärmande för franska revolutionens idéer, drömde han om konstitutionell frihet för sitt eget land och särskilt om återställande av 1812 års författning. Just som hans kår skulle inskeppas till Sydamerika, höjde han 1 januari 1820 upprorsfanan i den lilla byn Las Cabezas de San Juan med lösen "Leve konstitutionen!" 
Han vann på sin sida sin förman Quiroga och några andra regementen, och under tonerna av Riegos hymn (El Himno de Riego, antagligen författad av hans stabschef San Miguel, musiken möjligen komponerad av Huerta) tågade truppen ut att avsätta Ferdinand VII av Spanien. Men garnisonen i Cádiz förblev trogen, och upproret kvävdes där. Revolutionära rörelser i norra Spanien skrämde emellertid kort därefter Ferdinand VII till att plötsligt ge sitt erkännande åt 1812 års konstitution. Då blev del Riego dagens hjälte. Han utnämndes till generalkapten över Aragonien, men återkallades i september 1821 på Frankrikes begäran såsom misstänkt för att gynna upproriska planer i Frankrike.
År 1822 invaldes han i cortes och blev dess president. Då fransmännen sommaren 1823 inryckte i Spanien till kung Ferdinands hjälp, fick del Riego ett militärbefäl mot dem, led flera nederlag och utlämnades sårad av några bönder åt fransmännen, som i september 1823 i sin tur överlämnade honom åt de kungliga spanska myndigheterna. del Riego dömdes för högförräderi till döden genom hängning och avrättades.
Hans bror Miguel del Riego utgav 1824 i London "Memoirs of the life of Riego and his family". El Himno de Riego var Andra spanska republikens (1931-1939) nationalsång.